# Farley Mowat
Farley McGill Mowat (ur. 12 maja 1921 w Belleville, zm. 6 maja 2014 w Port Hope) – kanadyjski pisarz, działacz na rzecz ochrony przyrody. Spośród jego książek najbardziej znane są oparte na wspomnieniach z dzieciństwa, służby wojskowej i prac opisujących przyrodę północnej Kanady. Jego książki zostały przetłumaczone na 52 języki i sprzedały się w ponad 14 milionach egzemplarzy. Na ich podstawie nakręcono też filmy.

## Książki
- People of the Deer (1952; poprawiona 1975)
- The Regiment (1955)
- Zagubieni w tundrze kanadyjskiej (Lost in the Barrens) (1956)
- The Dog Who Wouldn't Be (1957)
- Coppermine Journey: An Account of a Great Adventure (1958)
- The Grey Seas Under (1959)
- Ginące plemię (The Desperate People) (1959; revised 1999)
- Ordeal by Ice (1960)
- Owls in the Family (1961)
- The Serpent’s Coil: An Incredible Story of Hurricane-Battered ships the Heroic Men Who Fought to Save Them (1961)
- The Black Joke (1962)
- Nie taki straszny wilk (Never Cry Wolf) (1963) sfilmowana w 1983
- Wyprawy wikingów (WestViking. The Ancient Norse in Greenland and North America (1965)
- Przekleństwo grobu Wikinga (The Curse of the Viking Grave) (1966)
- Canada North (1967)
- The Polar Passion (1967)
- This Rock Within the Sea: A Heritage Lost (1968)
- Zwariowana łódka: czyli Żałosna historia Radosnej Przygody (The Boat Who Wouldn't Float) (1969)
- Sibir: My Discovery of Siberia (1970)
- World of Farley Mowat (1970)
- A Whale for the Killing (1972)
- Tundra: Selections from the Great Accounts of Arctic Land Voyages (1973)
- Wake of the Great Sealers (1973)
- The Snow Walker (1975) short story Walk Well, My Brother sfilmowana w 2003 pt. Zimne piekło
- Canada North Now: The Great Betrayal (1976)
- And No Birds Sang (1979)
- Sea of Slaughter (1984)
- My Discovery of America (1985)
- Wirunga: Pasja życia Dian Fossey (Virunga: The Passion of Dian Fossey) (1987)
- Woman in the Mists: The Story of Dian Fossey (1987)
- The New Founde Land (1989)
- My Father's Son (1993)
- Born Naked (1994)
- Aftermath: Travels in a Post-War World (1995)
- Rescue the Earth!: Conversations with the Green Crusaders (1998)
- The Alban Quest The Search for a Lost Tribe (1999)
- The Farfarers: Before the Norse (2000)
- Walking on the land (2000)
- High Latitudes: An Arctic Journey (2002)
- No Man’s River (2004)
- Bay of Spirits (2007)